# Miracle (安良城紅の曲)
「Miracle」（ミラクル）は、安良城紅の4枚目シングル。

## 概要
- 前作から約2ヶ月ぶりとなる。
- 1stアルバム「Beni」と同時発売。アルバムには、シングルとは別バージョンで収録。
- スペシャルプライス￥500でリリースした。
- CX「奇跡体験!アンビリバボー」EDテーマ。

## 収録曲
1. Miracle
  - 作詞：JUSME／作曲：朝本浩文／編曲：朝本浩文
  - CX「奇跡体験!アンビリバボー」EDテーマ。
2. Miracle (Instrumental)